# Sierra del Lacandón

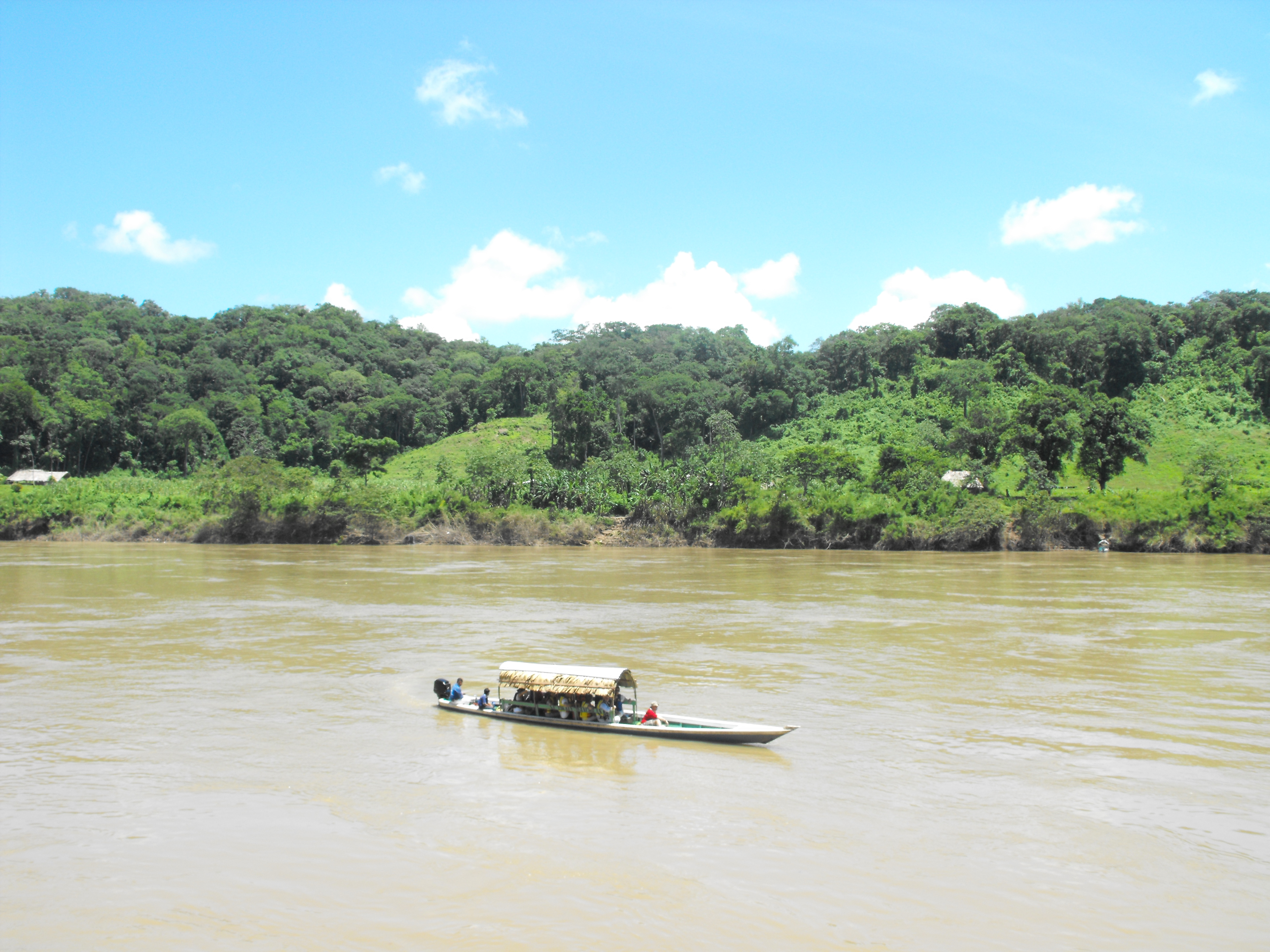
Río Usumacinta bei Yaxchilán

Die Sierra del Lacandón ist ein bis zu 636 m hohes Hügelland im Norden des mexikanischen Bundesstaats Chiapas bzw. im Nordwesten des Departamento Petén in Guatemala.

## Geografie
Die Böden in der ca. 100 bis 635 m hohen und sich von Nordwesten (Palenque, Mexiko) nach Südosten (Las Cruces, Guatemala) erstreckenden Sierra del Lacandón bestehen im Wesentlichen aus verwittertem Kalkstein. In Süd-Nord-Richtung durchschneidet der Río Usumacinta das Gebiet. Bereits vor Jahrtausenden haben sich hier ausgedehnte Wälder ausgebreitet, die jedoch auf mexikanischer Seite durch zunehmende Rodung sowie die legale und illegale Ansiedlung von Menschen bereits weitgehend zerstört sind. Auf guatemaltekischer Seite ist die Situation etwas besser, denn die Siedlungen sind eher klein über ein großes Areal verstreut. Oft geben nur noch die Uferzonen der Flüsse einen Eindruck von der ehemals dichten Bewaldung.

## Nationalpark Sierra del Lacandón
Nur auf guatemaltekischer Seite erstreckt sich der im Jahr 1990 eingerichtete und eine Fläche von gut 2000 km² umfassende „Nationalpark Sierra del Lacandón“ entlang des Río Usumacinta. Hier leben u. a. Brüllaffen, Klammeraffen, Beulenkrokodile und wohl auch noch einige der inzwischen selten gewordenen Jaguare, Langschwanzkatzen und Tapire, daneben zahlreiche Vogel- und Reptilienarten.

## Kulturgeschichte
Zum Gebiet der Sierra del Lacandón gehört die vor über eintausend Jahren verlassene Maya-Stätte Piedras Negras; am Rand des Nationalparks liegen auf dem mexikanischen Ufer des Usumacinta die archäologischen Stätten Yaxchilán und Bonampak.